# صوفي بيمبرتون
صوفي بيمبرتون هي رسامة كندية، ولدت في 13 فبراير 1869 في فيكتوريا في كندا، وتوفي بنفس المكان في 31 أكتوبر 1959.